# Liste der Biografien/Bruz
Liste der Biografien |
Portal Biografien |
Personensuche
# |
A |
B |
C |
D |
E |
F |
G |
H |
I |
J |
K |
L |
M |
N |
O |
P |
Q |
R |
S |
T |
U |
V |
W |
X |
Y |
Z |
?
 
Ba |
Be |
Bd |
Bg |
Bh |
Bi |
Bj |
Bl |
Bm |
Bn |
Bo |
Br |
Bs |
Bu |
Bw |
By |
Bz
 
Bra |
Brc |
Brd |
Bre |
Brg |
Bri |
Brj |
Brk |
Brl |
Brn |
Bro |
Brp–Brt |
Bru |
Brv |
Bry |
Brz
 
Brua |
Brub |
Bruc |
Brud |
Brue |
Bruf |
Brug |
Bruh |
Brui |
Bruj |
Bruk |
Brul |
Brum |
Brun |
Brup |
Brur |
Brus |
Brut |
Bruu |
Bruv |
Bruw |
Brux |
Bruy |
Bruz
Die Liste der Biografien führt alle Personen auf, die in der deutschsprachigen Wikipedia einen Artikel haben. Dieses ist eine Teilliste mit 14 Einträgen von Personen, deren Namen mit den Buchstaben „Bruz“ beginnt.

## Bruz

### Bruzd
- Bruzdowicz, Joanna (1943–2021), polnische Komponistin und Musikkritikerin

### Bruze
- Brůžek, Ladislav (* 1890), tschechoslowakischer Radrennfahrer
- Bruzelius, Karin Maria (* 1941), norwegische Juristin und Richterin
- Bruzelius, Magnus Ragnar (1832–1902), schwedischer Arzt und Biologe
- Bruzen de La Martinière, Antoine-Augustin (1662–1746), französischer Universalgelehrter

### Bruzg
- Brūzga, Audrius (* 1966), litauischer Diplomat

### Bruzi
- Bružiks, Māris (* 1962), lettischer Leichtathlet
- Bružinskas, Otonas (1912–2001), litauischer Fußballspieler

### Bruzk
- Bruzkus, Ester, deutsche Architektin

### Bruzo
- Bruzón, Lázaro (* 1982), kubanischer Schach-Großmeister

### Bruzs
- Bruzsenyák, Ilona (* 1950), ungarische Leichtathletin

### Bruzz
- Bruzzo, Alicia (1945–2007), argentinische Schauspielerin
- Bruzzone, Félix (* 1976), argentinischer Schriftsteller
- Bruzzone, Mauricio (* 1985), uruguayischer Fußballspieler